# Вількув (Лодзинське воєводство)
Вількув (пол. Wilków) — село в Польщі, у гміні Далікув Поддембицького повіту Лодзинського воєводства.
Населення — 45 осіб (2011).
У 1975-1998 роках село належало до Серадзького воєводства.

## Демографія
Демографічна структура станом на 31 березня 2011 року:
|          | Загалом | Допрацездатний вік | Працездатний вік | Постпрацездатний вік |
| -------- | ------- | ------------------ | ---------------- | -------------------- |
| Чоловіки | 26      | 2                  | 19               | 5                    |
| Жінки    | 19      | 3                  | 9                | 7                    |
| Разом    | 45      | 5                  | 28               | 12                   |